# 955年
| 千纪： | 1千纪 |
| 世纪： | 9世纪 \| 10世纪 \| 11世纪 |
| 年代： | 920年代 \| 930年代 \| 940年代 \| 950年代 \| 960年代 \| 970年代 \| 980年代                                                                                    |
| 年份： | 950年 \| 951年 \| 952年 \| 953年 \| 954年 \| 955年 \| 956年 \| 957年 \| 958年 \| 959年 \| 960年                                                              |
| 纪年： | 乙卯年（兔年）；于阗同慶四十四年；辽應曆五年；南汉乾和十三年；后蜀广政十八年；南唐保大十三年；北汉祐八年；后周（吴越、荆南）显德二年；大理廣德三年；日本天曆九年 |

## 大事记
- 後周世宗滅佛，從此北方佛教式微，在南方仍得發展。
- 北漢劉崇趁柴榮繼位未久聯合遼國攻擊，被後周軍隊擊退，是為高平之戰。
- 後周攻後蜀之戰，後周獲勝，後蜀盡失陝西一帶領土；因戰事後期後蜀曾向南唐求援，又引發後周攻南唐之戰。
- 後周攻南唐之戰中，後周淮南道行營前軍都部署李穀攻打壽州，南唐援軍抵達來遠，後周軍退守正陽。
- 约5万馬扎爾人入侵巴伐利亞和士瓦本，包围奥格斯堡。8月，等待援军的奥格斯堡主教勇敢突袭围城军，马扎尔人混乱。翌日，外出镇压内乱的奧托大帝（912年－973年）率军1万赶回，马扎尔人放弃围城，转与奥托作战，攻占德军营地，击溃奥托1/3军队。危急中，奥托之宿敌，洛林公爵康拉德（？－955年）率援军赶到，德军重整旗鼓，遂以德意志重骑兵大破马扎尔轻骑兵，而康拉德不幸于全胜到来之际阵亡。史称奧格斯堡戰役或莱希菲尔德战役（Battle of Lechfeld）。長期侵擾德意志的馬扎爾人遭受重创后，向东逃窜，此后20年不敢西越卡尔尼克山脉，逐渐轉向定居生活，建立起匈牙利國家。

## 出生
- 奧托二世（955年－983年，28岁），德意志國王，神聖羅馬帝國皇帝。

## 逝世
- 洛林公爵康拉德（红胡子）（？－955年）